# Krasnoarmeiski (Adiguesia)
Krasnoarmeiski (en ruso: Красноармейский) es un jútor del raión de Tajtamukái en la república de Adiguesia de Rusia. Está situado a orillas del río Une-Ubat, 10 km al sudeste y 88 km al noroeste de Maikop, la capital de la república. Tenía 52 habitantes en 2010.
Pertenece al municipio Shendzhiskoye.